# Билли-лжец
«Билли-лжец» (англ. «Billy Liar») — в переводе А. Кистяковского «Билли-враль», — роман Кейта Уотерхауса, опубликованный в 1959 году. Основа одноимённой театральной пьесы, фильма, мюзикла и телевизионных сериалов.
В 1975 году Уотерхаус выпустил продолжение романа — «Билли-лжец на Луне»  (англ. «Billy Liar on the Moon») .

## Сюжет
Трагикомическая история 19-летнего Уильяма «Билли» Фишера (англ. William «Billy» Fisher, — «Билли Сайрус», в переводе Кистяковского), который живёт с родителями в вымышленном йоркширском городе Stradhoughton’е («Страхтоне», в русском переводе), работает клерком в местном похоронном бюро и спасается воображением от экзистенциальной тоски.

## Советская критика
Образ центрального персонажа и поэтика романа были наблюдательно — при всей эпохальной риторике — проанализированы видным советским литературным деятелем, критиком и издателем Георгием Анджапаридзе:

…Одна из самых главных трудностей Билли, которую он, быть может, сам в должной мере не сознаёт, — это недостаток образования, общей культуры. Он мечтает о творческой, вдохновенной работе, богатой, интересной жизни, но все прошлые годы никак его к ней не подготовили. И во многом потому и начинается трагикомическое раздвоение, в котором существует герой.
Жизнь Билли течёт как бы в двух измерениях, в двух мирах — реальном, где он служит клерком в похоронном бюро в маленьком йоркширском городке, и вымышленном — в стране Амброзии, которую он сам изобрёл и где он занимает руководящие посты, побеждает в войнах, пользуется всеобщей любовью.
В реальном мире всё наоборот. Недовольны родители — поздно приходит, грубит, ко всему равнодушен. Недоволен хозяин конторы — Билли не только нерадив, но и горазд на всякие каверзные выдумки. Недовольны подружки — ещё бы, ведь он всем им обещает жениться.
Что же, Билли — просто скверный, испорченный парнишка? Нет. Он своеобразный, романтичный враль, мечтатель, жаждущий воплощения своего заветного желания — писать юмористические сценки и скетчи для эстрады. (…)
Собственно, вся повесть о сборах и приготовлениях Билли к отъезду. Он лжёт и выдумывает на каждом шагу, причём фантазии его столь неправдоподобны, что установить истину не составляет никакого труда. Его враньё приносит вред главным образом ему самому: восстанавливая против себя окружающих, Билли лишь умножает своё одиночество, от которого действительно страдает. Его бесконечные выдумки — попытка привлечь к себе внимание, защититься таким способом от одиночества, но попытка с негодными средствами, превращающаяся в иную, быть может, ещё более драматичную форму одиночества и эскапизма. Билли не столько бежит в мир несбыточной мечты, несуществующей «счастливой страны» Амброзии, сколько скрывается за частоколом лжи, которая, хоть как будто и безобидна, больно ранит окружающих, в частности мать.
В постоянной лжи Билли по поводу и без повода есть и ещё одна сторона — своеобразный квазиромантический протест против унылого стандарта повседневности. Обычно романтический герой уверен в своей силе и правоте. А Билли фантазирует и сочиняет от неуверенности в себе. Он раздираем мучительными сомнениями во всём — прежде всего в своих способностях, в своём внутреннем праве заниматься творческим трудом. Билли не противопоставляет себя остальному человечеству. Напротив, он стремится преодолеть своё одиночество, выйти к людям, заинтересовать их, развеселить. Но терпит неудачу.
В чём её причина? Однозначный ответ дать трудно.
Дело в том, что Билли, по существу, находится в конфликте со страхтонским обществом, которое даёт нам представление о нравах английской провинции. Прежде всего, он воюет с родителями, людьми и честными, и трудовыми, но ограниченными. Ведь именно отец устроил сына в похоронную контору. Конечно, никакой труд не постыден, но не с темпераментом Билли заниматься похоронными делами. Что же до страхтонцев, то у них не может не вызвать неодобрения тот факт, что служащий похоронной конторы каждую субботу выступает в одном-из пабов с… комическим номером. Как-то несолидно…
Надо сказать, что у Билли и кроме вранья недостатков хватает. Он, правда по мелочам, нечист на руку. Порой его можно обвинить в цинизме. Однако при всех своих пороках он не эгоцентричен: кроме собственной персоны, у него есть и другие интересы. Его волнуют проблемы его «малой родины» — Йоркшира, его будущее… (…)
Он хочет и, пожалуй, мог бы принести людям пользу. Если бы представилась возможность. Но такого шанса ему не выпадает.
Случайность ли это?
Ясно, что Билли не хватает знаний, усидчивости, умения работать. Но едва ли не самая важная причина краха всех его устремлений лежит в другом. Несмотря на то что «в Страхтоне было сколько угодно объектов для осмеяния» и Билли вместе с приятелем их регулярно осмеивает, герой Уотерхауса незримыми, но прочными узами связан со Страхтоном. Как и подавляющее большинство страхтонцев, он консервативен (речь, естественно, идёт не о политическом консерватизме, а о скептическом отношении к любым переменам), осторожен, нерешителен, чтобы не сказать труслив. В нём как бы сосуществуют — и не слишком мирно — два человека: «внешний» — бунтующий, деятельный, язвительный, незаурядный, и «внутренний» — неуверенный в своих силах, пугливый, конформный, более всего страшащийся неизведанного ранее, словом, типичный страхтонскии обыватель.
Важнейшая заслуга Уотерхауса в том, что он сумел точно показать сложную диалектику единства и борьбы бунтарского и антибунтарского начала в душе своего героя.
С одной стороны, Билли справедливо полагает, что «основательные йоркширцы абсолютно одинаковы и взаимозаменяемы, как стандартные колёса серийного автомобиля», слышит, что «все знакомые разговаривают штампами», испытывает закономерное презрение к своему патрону, обволакивающему слащаво-глубокомысленными речами клиентов погребальной конторы. С другой — он, отвергающий образ жизни родителей и соседей, сам планирует чинную и благопристойную семейную идиллию с Барбарой, занудной мещаночкой, которая к тому же ему вовсе не нравится.
Да и представления Билли об успехе ничем не отличаются от общепринятых страхтонских: лимузин с шофёром, деньги, меха, драгоценности для родных и т. д. Постоянно высмеивая Страхтон, он все же хочет самоутвердиться именно в нём, доказать своим землякам, что и он чего-то стоит, иными словами, вернуться домой богачом. Хотя, к чести Билли, богатство для него не самоцель, а наиболее убедительный показатель способностей человека, как это принято считать в «обществе потребления».
Провинциальный паренёк не привык полагаться на случай. Он — враль, но не авантюрист. Потому поездка в Лондон манит и страшит его одновременно. Влюблённая в него Лиз, девушка живая, эмоциональная и лишённая предрассудков, считает, что в Лондон уехать просто — «надо… сесть в поезд — и за четыре часа он довезёт тебя до Лондона». Верно. Но Билли — плоть от плоти своей среды. У него никогда не было и нет лишних денег, а к приключениям, если они выходят за привычные рамки страхтонских выдумок, он относится с инстинктивной опаской. (…)
Он не в силах победить свою недоверчивость даже в отношении откровенной и бескорыстной Лиз. Она хочет, чтобы они немедленно поженились, а Билли никак не может решиться, несмотря на то, что только рядом с ней он ощущает счастье. Он не способен взять на себя ответственность за другого человека хотя бы потому, что до конца не верит ни одной живой душе, и Лиз в том числе. (…)
Билли-враль привык, что все вокруг лгут. Он бы и рад поверить, открыть душу, но вдруг опять обман. Поэтому он и без настоящих друзей обходится — у него «только союзники по круговой обороне от всего мира».
Но, не умея раскрываться, Билли в то же время готов прислушаться и присмотреться 
к другому; в нём есть склонность к беспристрастной самооценке. Во всяком случае, он не считает, что всегда прав. Он видит мир достаточно широко, критически отводя себе самому в этом мире совсем не центральное место. Серьёзные, взрослые мысли приходят к Билли перед одним из выступлений в пабе. (…) Билли вдруг осознает, что жизнь этих усталых, непривлекательных женщин, глядящих на него «с равнодушным сочувствием» (как это точно сказано!), настоящая. Отсюда всего один шаг до того, чтобы задуматься, как эту настоящую и нелёгкую жизнь улучшить. Но Билли этого шага не делает. Он судорожно ищет варианты своей собственной судьбы, но ищет на словах, по обыкновению жонглируя метафорами. Однако жизнь, увы, — не развернутая, овеществленная метафора. Жить по-настоящему — значит действовать. А Билли вечно размышляет и разговаривает. Ироничная Лиз верно заметила, что он «целиком замкнут на свои внутренние переживания».
Билли и правда живёт очень напряженной внутренней жизнью. Но он настолько снедаем противоречиями, настолько погружён в рефлексию, что тратит все силы на борьбу с… самим собой. (…)
Писатель находит единственно верные эпитеты для характеристики состояния своего героя — в нём велико отрицающее, разрушительное начало, первой жертвой которого становится сам герой. Злость лишена созидательности. Она оглушает и изматывает Билли, который в конце концов понимает бесплодность всех своих фантазий. (…)
Тут вряд ли поможет и столь желанная поездка в Лондон. Мудро говорит Билли мать: «От себя ведь не уедешь… И все свои неурядицы человек возит с собой».
Уотерхаус социально и психологически зорок и точен. Бунт героя против Страхтона и, если брать шире, против буржуазного образа жизни настолько незрел, непоследователен, несерьёзен, что «позволить» Билли поездку в Лондон было бы квазиромантическим ходом, принесением в жертву жизненной правды.
Писатель достигает значительного художественного эффекта. Вызвав к Билли естественную симпатию, он в то же время так мастерски выстроил структуру книги — взаимоотношения героя с второстепенными персонажами, его мысли и переживания, — что выявились не только достоинства, но и недостатки Билли. Мы видим героя как бы с двух точек зрения: его собственной и объективной, писательской. И это двойное видение, тонко и ненавязчиво поданная в повествовании авторская оценка поднимают заурядную жизненную историю большой литературы.
Хоть Билли и не карьерист, стремящийся к богатству и положению в обществе любой ценой, но протест юного провинциала не имеет настоящей социальной основы и потому обречён.
— Георгий Анджапаридзе

## Адаптации

### Пьеса
В 1960 Уотерхаус в соавторстве Уиллисом Холлом переработал роман в трёхактную пьесу, действие которой разворачивается в течение одного субботнего дня (1 акт — утро, 2-й — вечер, 3-й — ночь).
Премьера состоялась в Вест-Энде, заглавную роль играл Альберт Финни.
Пьеса ставилась в театрах всего мира, была популярна среди любительских трупп. Авторов причисляли к «молодым рассерженным», что было отчасти верно.

## Андеграунд и массовая культура
- «Billy Liar» — песня американской рок-группы «Декабристы», 2004, автор Колин Мелой[англ.][2].
- В 2005 году британская рок-группа «Oasis» использовала образный ряд «Билли-лжеца» для создания своего знаменитого клипа на песню «Как важно быть лодырем» («The Importance of Being Idle», музыка и слова Ноэля Гэллахера, альбом «Don't Believe the Truth»).

## «Билли-лжец на Луне»
В 1975 году Уайтхауз публикует сиквел — «Билли-лжец на Луне».
Г. Анджапаридзе так обрисовал его сюжет и проблематику:

Дальнейшая судьба Билли продолжала занимать писателя… Как и следовало ожидать, мечта героя не сбылась — он так и не стал литератором и не превратился в лондонца. Однако по сравнению со службой в похоронной конторе продвинулся он достаточно далеко. Теперь мистер Сайрус [ «мистер Фишер» — в оригинале], как его величают, тридцати трёх лет от роду, проживает в хорошей квартире в одном из городов-спутников столицы и служит в местном муниципалитете в отделе информации и рекламы, сочиняя не сатирические скетчи, а путеводитель по этому в высшей степени «прогрессивному» городу-спутнику. Одним словом, Билли, как он сам себе предрекал, стал чиновником. У него есть жена, машина, счёт в банке — внешние атрибуты благопристойности и благополучия. Перед ним раскрываются реальные перспективы дальнейшей чиновнической карьеры. Но для этого нужно лгать по-крупному, быть если не соучастником, то безгласным свидетелем постоянных незаконных махинаций и афер, в которых погрязли его коллеги. Коррупция принимает такие размеры, что мэр города в конце концов оказывается под арестом.
Но Билли всего лишь мелкий, безобидный враль, а не казнокрад. И в тридцать с лишним лет он сохраняет своеобразную инфантильность, свойственную обычно центральному персонажу классического пикарескного или авантюрного романа, — при всех своих пороках и недостатках наш герой всё же не в пример лучше подавляющего большинства окружающих.
Как и в юности, Билли по-прежнему врёт на каждом шагу — матери, жене, любовнице, приятелям и начальникам. Врёт нелепо, по мелочам и почти всегда попадается.
Во втором романе о Билли ещё чётче проступает замысел автора — рассказать о человеке, выбирающем особую форму эскапизма. Ведь именно нелепыми фантазиями и ложью Билли отгораживается от реальных тягот и забот. Но подобная двойная жизнь ему, человеку и тонкому, и неглупому, не приносит, да и не может принести удовлетворения. Поэтому-то он так и не «вписывается» в ту социальную роль, которую ему предлагает общество.
— Г. Анджапаридзе

## Публикации на русском
- Уотерхаус К. Билли-враль // Уотерхаус К. Билли-враль; Конторские будни / пер. с англ. А. Кистяковского. — М.: Радуга, 1982. — 431 с.